# 오렌지캬라멜
오렌지캬라멜(Orange Caramel)은 대한민국의 여자 가수 그룹인 애프터스쿨의 첫 번째 유닛 그룹이다. YG 엔터테인먼트 소속이며, 대만과 중화권에서는 골든 타이푼이 레이블을 맡고있다. 멤버는 레이나, 나나, 리지로 이루어져있다.
2010년 6월 첫 EP 앨범 The First Mini Album을 발매한 뒤, 타이틀곡 〈마법소녀〉로 인기를 얻었는데 당초 씨야가 녹음까지 했지만 애프터스쿨 사장이 탐내어 오렌지캬라멜의 노래가 됐다. 이어 같은 해 11월 18일, 두 번째 EP 앨범 《아잉♡》으로 컴백해 2011년 3월 31일 디지털 싱글 〈방콕시티〉를 발매했다. 그 후 〈샹하이 로맨스〉, 〈LIPSTICK〉을 발매하여 방송 활동을 하였다.

## 활동

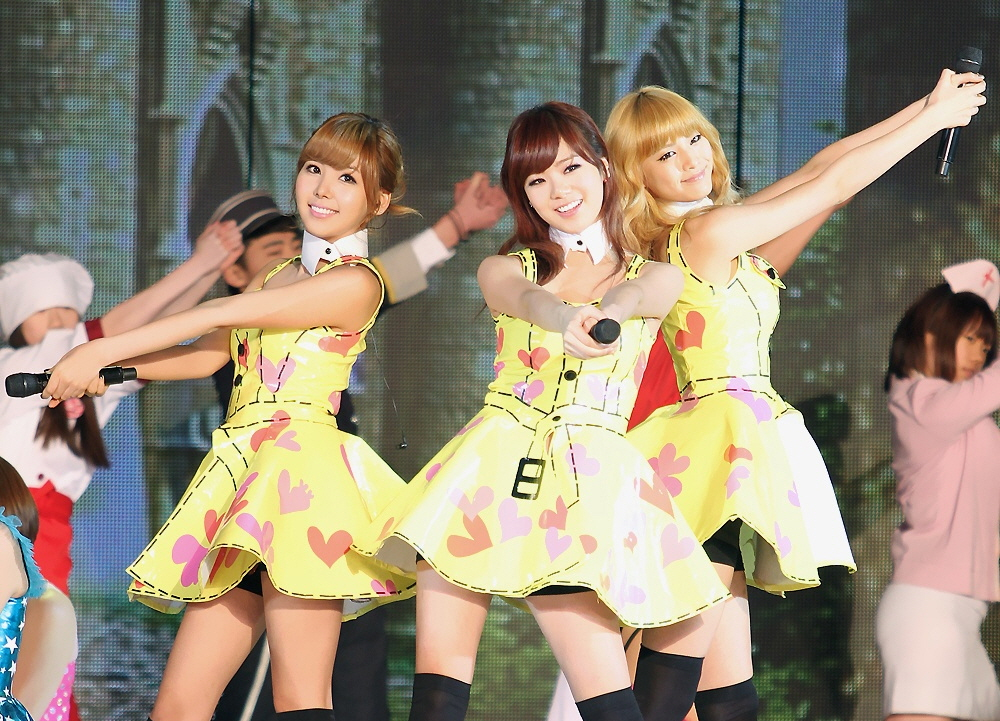
2010년 10월 29일 SBS 가요대전에서 공연 중인 오렌지캬라멜.

2010년 6월 1일 브런치 에세이 출판 기념파티에서 가희의 솔로와 3인조 유닛 그룹이 활동한다고 발표했다. 플레디스 엔터테인먼트 사장이 당시 막내라인이었던 레이나, 나나, 리지가 멤버이며, 그룹명은 오렌지캬라멜이라고 통보했다. 이후 2010년 6월 7일부터 플레디스 엔터테인먼트 공식 홈페이지를 통해 세 멤버 나나, 레이나, 리지를 차례대로 공개했고, 새로운 스타일을 시도하는 막내 라인 그룹이자 중화권에서는 등자초당(橙子焦糖)으로 활동하는 글로벌 유닛이라고 발표했다. 모체 걸그룹인 애프터스쿨이 섹시 컨셉의 걸그룹이었는데 플레디스에서는 이런 애프터 스쿨로서는 전혀 예상할 수 없는 '코미디 걸 그룹'으로서 오렌지캬라멜을 유닛으로 활동시켰고 그 결과 웃겨서 인기를 끌게 되었다.
그리고 2010년 6월 17일 데뷔 앨범이자 첫 미니 앨범 《The First Mini Album》을 발매했다. 타이틀곡은 〈마법소녀〉로, 가온 디지털 차트 18위까지 올라갔다. 오렌지캬라멜은 강하고 섹시한 느낌을 내세웠던 애프터스쿨에서 한 번도 시도하지 않았던 캔디컬쳐 스타일을 내세웠다. 첫 방송 이후 "파격적이다", "충격이다", "J-Pop 걸 그룹 느낌이 난다"는 반응이 대부분이었다. 하지만 반대의 의견도 많았으며, 《미디어스》에서는 "〈마법소녀〉가 유치하고 어색한 건 사실이지만, 대한민국 대중음악에 새로운 소스를 제공한 건 의미를 부여할 만하다"고 기사를 썼다. 대한민국 뿐만 아니라 오렌지캬라멜은 대만과 중화권 활동에도 힘썼는데, 현지에서 오렌지캬라멜의 퍼포먼스와 이미지에 흥미를 가져 대형 음반기획사 골든 타이푼이 레이블을 맡게 되었다. 2010년 11월 18일에는 두 번째 미니 앨범 《아잉♡》을 발매했다. 동명의 타이틀곡 〈아잉♡〉은 가온 디지털 차트 5위에 오르는 등 전작을 뛰어넘는 성과를 거뒀다. 한편, 컴백을 할 때마다 패러디 열풍을 몰고다녔는데, 처음에는 남자 아이돌 사이에서 유행하다 2010년 말에는 성별, 연령에 상관없이 패러디 열풍이 불었다. 타이틀곡 활동이 끝난 뒤 2011년 1월부터 발라드 장르의 후속곡 〈아직〉으로 활동했다.
오렌지캬라멜이 이처럼 큰 인기를 끌게 되자 되려 모체 걸그룹인 애프터스쿨에서는 이들의 언니들인 유이, 정아, 주연이 퍼스트 오렌지캬라멜을 결성해 활동하기도 했다. 또한 레인보우 역시 오렌지캬라멜을 모방해 레인보우 픽시를 결성해 활동했다.
2011년 3월 31일에는 첫 싱글 〈방콕시티〉를 발매했다. 이번 싱글은 등자초당이라는 이름으로 본격적인 활동을 시작하기 위한 아시아 글로벌 프로젝트의 1탄이다. 〈방콕시티〉 뮤직비디오가 여성가족부로부터 "유해 업소 등장 장면이 포함되어 있다"라는 이유로 청소년 유해판정을 받았었다. 그러나 2012년 3월 판정 취소 소송에서 승소하면서 판정이 취소되었다.
2011년이 되자 오렌지캬라멜은 등자초당이라는 이름으로 본격적인 활동을 시작하기 위해 아시아 글로벌 프로젝트의 일환으로써 2011년 3월 31일 첫 싱글 앨범 〈방콕시티〉를 발매했다. 그리고 6개월 뒤인 10월 13일, 상하이 프로젝트의 일환인 〈샹하이 로맨스〉로 컴백했다.
2012년 9월에는 유닛으로는 드물게도 첫 정규앨범인 《LIPSTICK》을 발매하기에 이른다. 2014년 3월에는 1년 6개월여 만에 공백기를 깨고 까탈레나로 컴백했다. 2개월 뒤 5월에 여름곡 아빙아빙을 발매했다. 아빙아빙은 베스킨라빈스 브랜드 홍보곡으로 여름과 아이스크림 빙수에 대한 내용을 담고 있다.
2014년 8월에는 5개월의 공백기를 가진 뒤 나처럼 해봐요라는 곡을 발표하였다. 나처럼 해봐요는 '월리를 찾아라'라는 숨은 그림 찾기를 응용한 '오캬를 찾아라'라는 컨셉을 잡아 주목을 받기도 했다. 나처럼 해봐요의 뮤직비디오는 신개념 인터랙티브 컨셉을 가진 뮤직비디오로 다른 그림찾기, 숨은 그림찾기 등 여러 재미있는 요소가 숨어 있다. 그리고 2017년 멤버 리지의 계약 만료와 2018년 멤버 레이나의 계약 만료로 인해 해체하게 되었다.

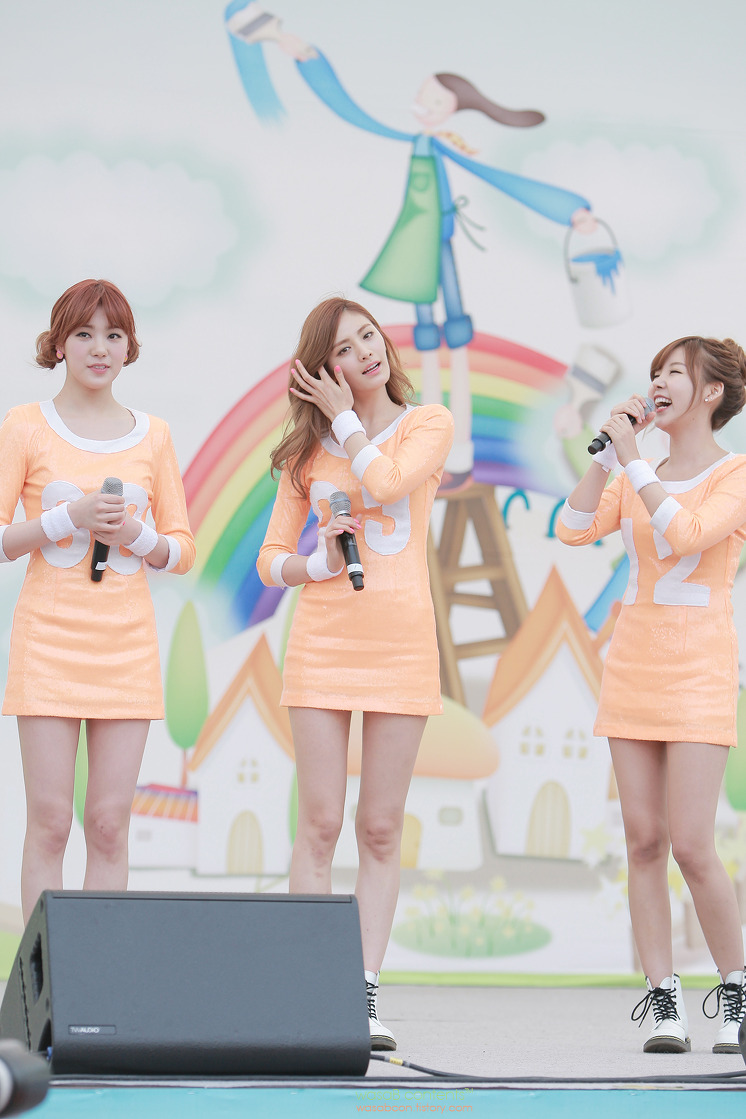
2013년 5월 16일 어린이대공원 꿈나무축제 가족그림소풍의 오렌지캬라멜

## 이전 구성원
| 이름   | 소개                                                                                   |
| ------ | -------------------------------------------------------------------------------------- |
| 레이나 | - 본명 : 오혜린 - 생년월일 : 1989년 5월 7일(36세) - 출생지 : 대한민국 울산광역시       |
| 나나   | - 본명 : 임진아 - 생년월일 : 1991년 9월 14일(33세) - 출생지 : 대한민국 충청북도 청주시 |
| 리지   | - 본명 : 박수영 - 생년월일 : 1992년 7월 31일(32세) - 출생지 : 대한민국 부산광역시      |

## 광고
| 연도   | 내용                                                                  |
| ------ | --------------------------------------------------------------------- |
| 2014년 | - 배스킨라빈스 아이스크림 빙수 - 게임빌 별이되어라! - CJ헬로비전 티빙 |

## 저서
- 오렌지캬라멜의 청춘여행 - 서울, 전주 편 (2013)

## 수상 목록
| 연도 | 시상식                | 후보 | 부문                      | 결과 | 출처   |
| ---- | --------------------- | ---- | ------------------------- | ---- | ------ |
| 2010 | 대한민국 영상대전     | 본인 | 가수 부문 포토제닉상      | 수상 | [ 18 ] |
| 2014 | MTN 방송광고 페스티벌 | 본인 | 특별상 부문 CF여자 스타상 | 수상 | [ 19 ] |